# Sos del Rey Católico
Sos del Rey Católico es un municipio español de la comarca de las Cinco Villas, al noroeste de la provincia de Zaragoza, en la comunidad autónoma de Aragón. Dependen del municipio cinco asentamientos de población: Barués, Novellaco, Mamillas, Campo Real y Sofuentes.

## Historia

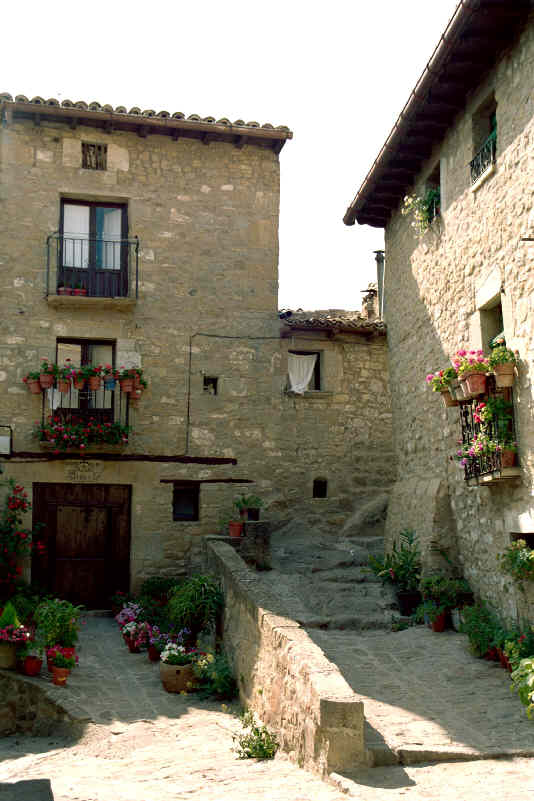
Judería de Sos del Rey Católico, adyacente al Palacio de los Sada.

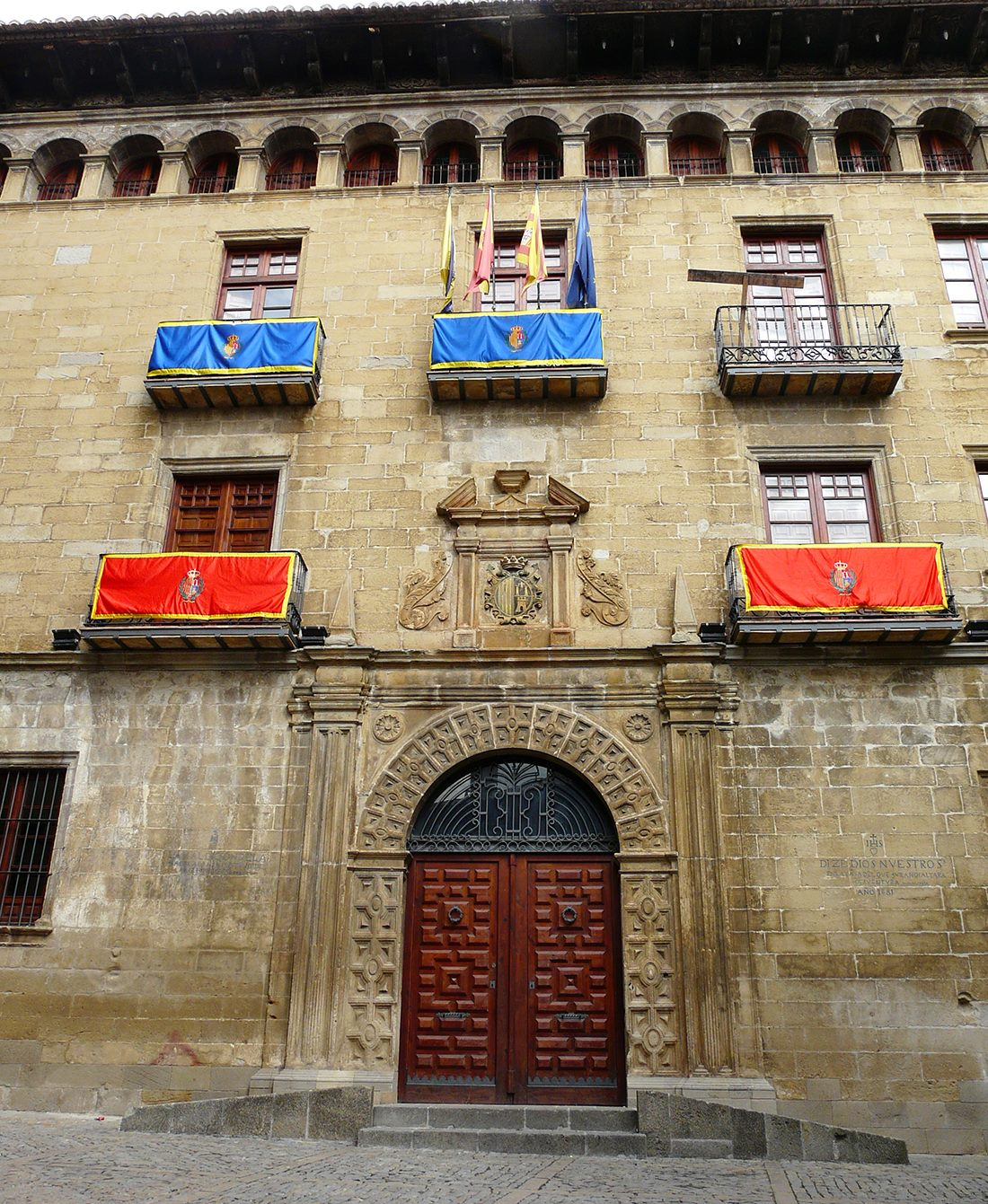
Ayuntamiento de Sos del Rey Católico, situado en la plaza de la Villa.

La ubicación de esta población, en una elevación del terreno rocosa, la convirtió durante mucho tiempo en plaza fuerte y, desde que fue reconquistada en el siglo X, tuvo gran importancia como ciudad fronteriza. En 1044 fue incorporada por Ramiro I al Reino de Aragón.
En el año 1452, en plena guerra civil de Navarra, la reina Juana Enríquez se desplazó a la entonces llamada "Sos" a secas, donde dio a luz al infante Fernando, que luego se convertiría en Fernando el Católico. Ese nacimiento añadió la coletilla de "del Rey Católico" al nombre de la población.
En 1711 fue nombrada Capital de las Cinco Villas.
Todo su casco histórico está muy bien conservado y el pueblo fue declarado conjunto histórico artístico y Bien de Interés Cultural en 1968. La excepcional conservación de su casco urbano hace que un paseo por esta localidad se convierta en un viaje al pasado, destacando las murallas, iglesias, la plaza de la Villa y el Palacio de los Sada, donde nació Fernando el Católico en 1452.
En Sos del Rey Católico se rodó la película La vaquilla (1985), de Luis García Berlanga, en la que actuaron como extras muchos de los vecinos de la localidad.
En enero de 2016 entró a formar parte de La asociación de los pueblos más bonitos de España.

## Demografía
Sos del Rey Católico cuenta con una población de 585 habitantes (INE 2024).
| Gráfica de evolución demográfica de Sos del Rey Católico entre 1842 y 2021 |
| |
| Población de derecho según los censos de población del INE Población de hecho según los censos de población del INEEn estos censos se denominaba Sos: 1842, 1857, 1860, 1877, 1887, 1897, 1900, 1910 y 1920 |

## Administración y política
| 1979-1983 | Juan Luis Machín Garín     | UCD  |  |  |
| 1983-1987 | Ángel Bueno Villanueva     | PSOE |  |  |
| 1987-1991 | Ángel Bueno Villanueva     | PSOE |  |  |
| 1991-1995 | Ángel Bueno Villanueva     | PSOE |  |  |
| 1995-1999 | Ángel Bueno Villanueva     | PSOE |  |  |
| 1999-2003 | Vicente Manero Gistas      | PAR  |  |  |
| 2003-2004 | Vicente Manero Gistas      | PAR  |  |  |
| 2004-2007 | José Ignacio Machín Alegre | PSOE |  |  |
| 2007-2011 | José Ignacio Machín Alegre | PSOE |  |  |
| 2011-2014 | Jesús María Iso Echegoyen  | PP   |  |  |
| 2014-2015 | María José Navarro Lafita  | PSOE |  |  |
| 2015-2019 | María José Navarro Lafita  | PSOE |  |  |
| 2019-2023 | María José Navarro Lafita  | PSOE |  |  |
| 2023-act. | María José Navarro Lafita  | PSOE |  |  |

| Partido político    | Partido político                                         | 2003   | 2007   | 2011   | 2015   | 2019   | 2023   |
| Partido político    | Partido político                                         | Ediles | Ediles | Ediles | Ediles | Ediles | Ediles |
|                     | Partido de los Socialistas de Aragón (PSOE-Aragón)       | 3      | 5      | 3      | 4      | 4      | 4      |
|                     | Compromiso con Aragón (CA)                               | —      | —      | —      | 2      | —      | —      |
|                     | Partido Popular de Aragón (PP)                           | 1      | 1      | 3      | 1      | 1      | 1      |
|                     | Agrupación Independiente de Sos del Rey Católico (AISRC) | —      | —      | 1      | —      | —      | —      |
|                     | Partido Aragonés (PAR)                                   | 2      | 1      | —      | —      | —      | —      |
|                     | Izquierda Unida (IU)                                     | —      | —      | 0      | —      | —      | —      |
|                     | Chunta Aragonesista (CHA)                                | 1      | —      | —      | —      | 2      | 2      |
| Total de concejales | Total de concejales                                      | 7      | 7      | 7      | 7      | 7      | 7      |

## Cultura

### Patrimonio
- Iglesia de San Esteban - La iglesia de San Esteban está situada junto al castillo. El conjunto está formado por la iglesia en sí, destinada al culto, la cripta y el claustro, que da acceso, desde la calle que sube de la plaza de la villa, a la portada principal de la iglesia.
- Cripta de la Virgen del Perdón, siglo XIV
Planta de la cripta de Santa María del Perdón.
Marcas de cantería.

 Leyenda de la imagen
1. Pórtico de acceso.

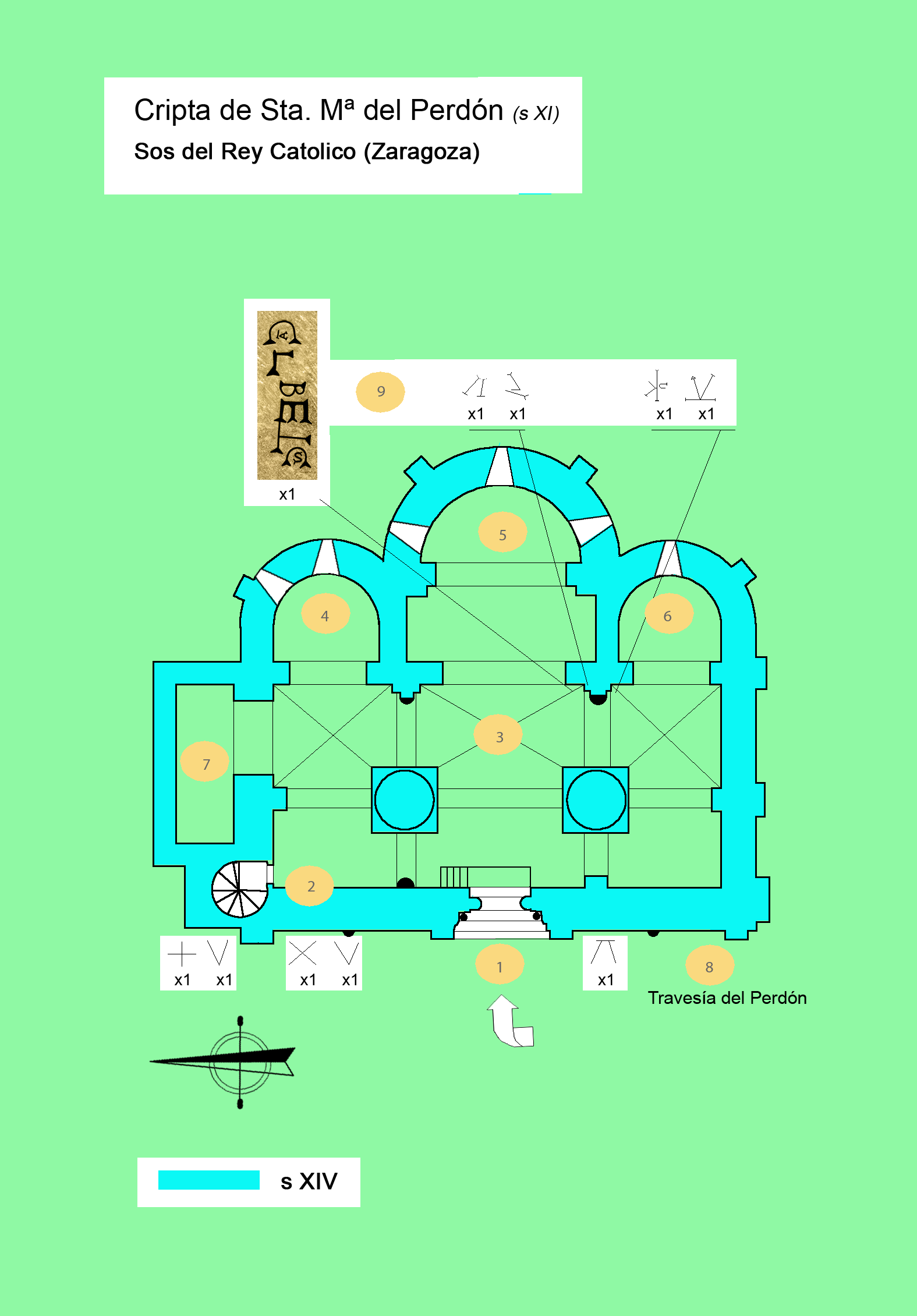
Planta de la cripta de Santa María del Perdón.
Marcas de cantería.

2. Escalera desde la iglesia de San Esteban.
3. Naves.
4. Capilla del Santo Cristo del Perdón.
5. Capilla de Santa María del Perdón, La Central o Mayor.
6. Capilla San Pedro Apóstol.
7. Capilla de la Virgen del Pilar.
8. Travesía del Perdón.
9. Marcas de cantería.

- Cabezo Ladrero: yacimiento arqueológico situado en la pedanía de Sofuentes.
- Castillo de la Peña Felizana - Como villa fronteriza entre los vecinos reinos de Navarra y Aragón, Sos contó con su castillo fortificado para reforzar la línea defensiva. Realmente ese fue el origen de la población, que fue poco a poco construyendo sus viviendas alrededor de este primitivo castillo, que en su origen era de madera. Está situado en lo alto de la peña Felizana, la parte más alta de la localidad, lo que facilitaba la defensa de la plaza. Del original castillo en madera no queda nada. Conforme las técnicas de construcción evolucionaron, la madera fue sustituyéndose por la piedra, y actualmente del castillo del siglo XII el vestigio más reseñable que se ha conservado es la rehabilitada Torre del Homenaje.
- Casa de la villa - Es un edificio, de estilo renacentista, que fue construido por el concejo sosiense a finales del siglo XVI, reformado durante el siglo XIX y restaurado para la adaptación a su actual función como sede administrativa de las dependencias municipales, en los años ochenta.
- Palacio de los Sada - La casa palacio es un edificio en piedra de sillería que data de finales del siglo XV, y en el que en la fachada, sobre la puerta de entrada, se puede ver el escudo de la familia. Fue la vivienda de la familia nobiliaria de los Sada, y la casa donde fue acogida doña Juana para dar a luz al futuro monarca, ya que por expreso deseo de la reina quería que su hijo naciera en tierras aragonesas. Actualmente se ha convertido en el centro de interpretación de la figura de Fernando II de Aragón. En el centro, mediante paneles y audiovisuales, se acerca al visitante a la vida y la época de este ilustre monarca. En el Palacio se encuentra situada la Oficina de Turismo municipal y desde allí se gestionan las visitas guiadas a la localidad.
- Palacio Español de Niño - Ubicado en la calle Mayor (calle de Fernando el Católico), fue durante años el colegio de las niñas de Sos, donde las Hijas de la Caridad de San Vicente de Paul, gracias a doña Manuela Pérez de Biel, impartían la formación inicial. El edificio es de estilo renacentista y fue construido como el palacio nobiliario de los Español de Niño de finales del siglo XVI. Cuenta con tres plantas, la planta superior formada por una galería de arquillos en su fachada principal. Mención especial merece la portada principal, formada por un arco almohadillado, y el suelo del patio, compuesto por un mosaico de cantos rodados.
- Colegio Isidoro Gil de Jaz - El edificio se encuentra en la plaza de la villa. Su fachada está construida con piedra de sillería, y consta de 4 plantas, siendo la última una galería de arcos de medio punto, siguiendo el estilo de construcción aragonés. El conjunto incluye la iglesia de San José de Calasanz.
- Lonja Medieval - Fue construida como lugar de mercado y espacio de reunión del concejo de la villa en la Edad Media, y actualmente alberga la biblioteca municipal en su edificio principal. Además de este edificio principal, la Lonja dispone de un espacio abierto, formado por un soportal porticado, compuesto por arcos apuntados. Se mantienen los dos orificios excavados para guardar hielo, necesario, por ejemplo, en la conservación de alimentos.
- Parador Nacional de Turismo - De carácter aragonés, el hotel conserva el ambiente monumental, histórico y artístico de Sos del Rey Católico. La villa, declarada conjunto histórico-artístico, fue cuna de influyentes nobles y del Rey Católico.
- Puertas de la muralla - La naturaleza de villa fronteriza entre los vecinos reinos de Navarra y Aragón hizo que la villa medieval contase con una muralla defensiva que rodeaba todo el perímetro de la localidad. Se conservan en la actualidad siete portales de la muralla, que dan acceso al recinto intramuros.

1. Portal de Zaragoza.
2. Portal de la reina.
3. Portal de Sangüesa.
4. Portal de Jaca.
5. Portal de Uncastillo.
6. Portal de Levante.
7. Portal de poniente o del mudo.

- Santuario de Valentuñana - Construido por los Carmelitas Descalzos a finales del siglo XVII, el convento de Nuestra Señora de Valentuñana está situado a unos 2 km de la Villa de Sos del Rey Católico.
- La judería - Sos conserva lo que fue la judería medieval, llamada en la actualidad "barrio alto". Estuvo en su origen formada por unas treinta casas en torno a una calle principal desde la que se podía acceder al centro de la villa y desde la cual surgen diversos callejones sin salida o callizos. El corazón de la judería es la conocida como plaza de la Sartén, en una de cuyas casas se conserva la hendidura para situar la mezuzá. Dada la cercanía a Navarra, cuando en 1492 fue firmado el decreto de expulsión, fueron mayoría los judíos de la villa que cruzaron la frontera al vecino reino.
- Castillo de Roita
- Castillo de Añués

### Fiestas

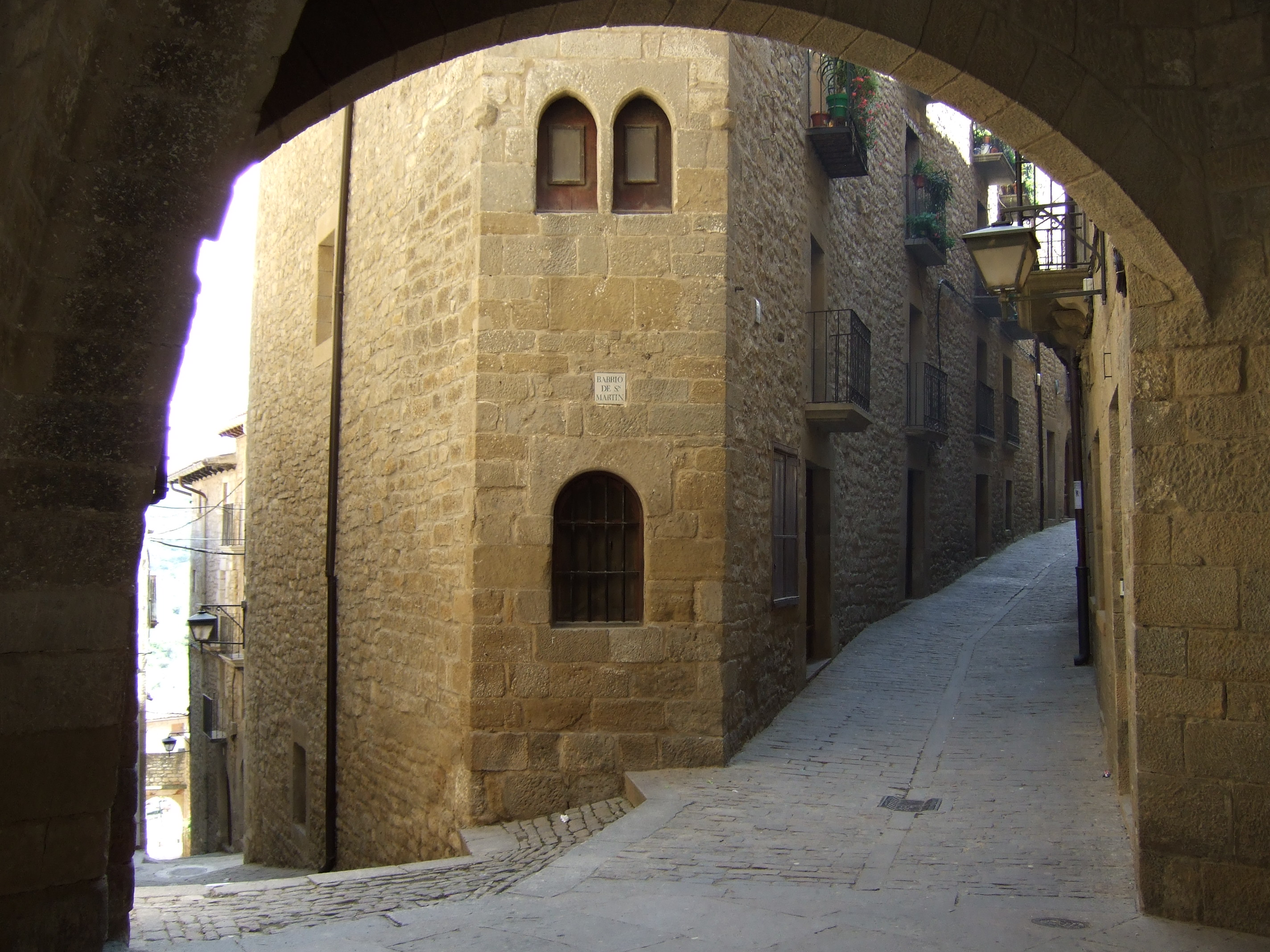
Calle de Sos del Rey Católico, en el barrio de San Martín. Nótese la ventana con arco geminado apuntado, así como la ventana inferior.

- Fiestas Mayores: Se celebran la tercera semana de agosto y en ellas destacan unas diez peñas llamadas pipotes, en cuyos locales se toma vino con melocotón y otras bebidas. Todos los días una charanga recorre el pueblo, hay vaquillas todas las tardes y verbena por la noche. También se celebra desde hace unos años el Encierro de San Cojón, que es una parodia de los cercanos Sanfermines y donde todos disfrutan.
- Feria Medieval: Desde 1995, tiene lugar el primer fin de semana de agosto en Sos del Rey Católico la celebración de la Feria de Alternativas Rurales del Prepirineo. En su origen fue impulsada por Cider Prepirineo, y actualmente son los vecinos y asociaciones del pueblo los que se han implicado y tomado las riendas de la organización.
- Pascua de Valentuñana: Se celebra el segundo día de Pascua de Pentecostés. Se hace la Romería al Santuario de Valentuñana, se come mancomunado, se sueltan vaquillas y se acaba la jornada con una verbena.
- Día de la Cruz: En memoria de las fiestas patronales que se celebraban en la localidad el 14 de septiembre, día de la exaltación de la Santa Cruz, se celebra una misa solemne en la iglesia de San Esteban con el volteo general de campanas, y posteriormente la Comisión de Fiestas organiza una comida popular, además de otros actos lúdico-festivos.
- Hogueras de San Sebastián: Es tradicional en Sos del Rey Católico la celebración de hogueras en torno a la festividad de San Sebastián, el 20 de enero.
- Jornadas Fernandinas: El nacimiento del rey Fernando II de Aragón es una fecha señalada en la actividad de la villa que lo vio nacer. En torno a la fecha de su nacimiento, el 10 de marzo, se organizan toda una serie de actos y conferencias para conmemorar el nacimiento del sosiense más ilustre.
- Festival de la Luna Lunera (actualmente ya no existe)

### Sos del Rey Católico y Berlanga
«Luis García Berlanga tiene un significado especial para la comarca de las Cinco Villas y especialmente para Sos del Rey Católico», debido a que allí rodó su película La vaquilla, con guion de Rafael Azcona. Sus calles, y la misma ciudad, se convirtieron en un inmenso plató, ya que participaron del rodaje numerosos vecinos de Sos y de las poblaciones vecinas.
La "Ruta de La vaquilla" es una ruta turística que rememora aquel rodaje, reclamo para los amantes del cine.

## Servicios
- Aula Mentor - Situada en el edificio del colegio Isidoro Gil de Jaz, el Aula Mentor ofrece un sistema de formación abierta, flexible, a distancia y con apoyo tutorial a través de Internet.
- Biblioteca - La biblioteca municipal Isidoro Gil de Jaz reabrió sus puertas en mayo de 2003 en el edificio de la lonja medieval. Además de los fondos propios, desde hace unos años forma parte de la Red de Bibliotecas de Aragón, lo que permite a los usuarios de Sos hacer uso de los fondos de otras bibliotecas de la red de manera gratuita.
- Escuela de música - Desde 2002, cuando se recuperó la enseñanza de música en Sos del Rey Católico, han sido muchos los pasos que se han dado en este campo, y varias las iniciativas y proyectos que han salido adelante, de la mano del director, Javier Blanco.
- Aula de la naturaleza - El Proyecto de Aula de Naturaleza, Arte y Cultura es un programa del Departamento de Educación, Cultura y Deporte del Gobierno de Aragón. El objetivo del proyecto es favorecer el conocimiento de los bienes naturales, culturales, artísticos y sociales de Aragón, complementando el desarrollo del currículo educativo de los escolares aragoneses en los niveles de educación no universitaria. Durante una semana, estudiantes de centros educativos de Aragón, acompañados de sus profesores y de los docentes del centro, realizan un programa completo de actividades, que les permite conocer la villa y el entorno natural y artístico.
- Instalaciones deportivas - Las instalaciones deportivas en Sos del Rey Católico están compuestas por:

1. Piscinas municipales de verano: con dos vasos, uno recreativo y para natación, de 25 metros de largo, y otro infantil, con escasa profundidad, para el disfrute de los más pequeños. Completan las instalaciones una zona de solárium con césped natural, parque infantil, cafetería y terraza, además de vestuarios.
2. Polideportivo. Cuenta con una pista polivalente de balonmano, baloncesto, fútbol sala, mini básquet y voleibol. Además, en esta pista se organizan clases semanales de aerobic, y es el lugar de entrenamiento del equipo de tenis de mesa “Fernandino”, formado por deportistas de la localidad.
3. Gimnasio: Es un espacio de unos 200 metros cuadrados, dotado con 25 máquinas de ejercicio para musculación y fitness. Semanalmente dispone de servicio de fisioterapia deportiva, para la orientación de los usuarios en los ejercicios más convenientes.
4. Campo de fútbol: de césped natural, de uso libre y gratuito.

- Ludoteca - Espacio educativo y de encuentro. A través de actividades lúdicas los niños y niñas pueden potenciar su desarrollo personal, psicomotor, cognitivo, crítico afectivo y social.
- Oficina de turismo - La oficina de turismo se encuentra situada en la planta calle del palacio de Sada, el cual también alberga el centro de interpretación de Fernando II de Aragón.
- Albergue municipal - Enclavado en pleno casco antiguo de Sos, pretende dar un servicio de hospedaje, servicios completos y actividades en una villa llena de encanto. Las posibilidades que ofrece el albergue son muchas, desde habitaciones con 10 camas y baño, hasta servicio de comedor, salas de estar y un ambiente acogedor y buen trato.

## Personas destacadas
- Fernando II de Aragón (El católico), Rey de Aragón de 1479 a 1516.
- Isidoro Gil de Jaz, natural de Sangüesa pero infanzón de corazón, pues se consideraba natural de Sos del Rey Católico, de donde provenía su familia. Fue un jurista y regente del Principado de Asturias.
- Pilar Bueno Ibáñez, perteneciente a las Trece Rosas.